# Anne Lykke
Anne Lykke, född 1595, död 1641, var en dansk adelsdam, känd för sitt förhållande med kronprins Kristian av Danmark.
Hon var dotter till det adliga riksrådet Henrik Lykke (1555–1611) och Karen Frandsdatter Banner (1559–1616). Hon ärvde godset Hverringe på Fyn 1611. Hon gifte sig 1615 med ståthållaren och generalkrigskommissarie Cai Rantzau (1591–1623). Maken var ståthållare vid flera kungliga slott och hon levde vid hovet. Hon fick en dotter, Sophie. Som änka var hon en av de rikaste godsägarna i Danmark. 
År 1626 bekräftades hon som tronföljarens älskarinna, och kungen Kristian IV trodde att hon med sitt inflytande skulle omöjliggöra att kronprinsen kunde sköta regeringen vid kungens utomlandsvistelse. Kungen fick henne arresterad och fängslad i Bohus vid Göta älv i Norge. Kungen utfärdade en proklamation till landstingen för att rättfärdiga arresten: “Kongen har ... ikke haft nogen Betænkelighed ved at begynde en ekstraordinær Proces imod hende, da hun hverken for Gud i Himlen eller sin Øvrighed har passet Tugt og Høviskhed, hvilket Kongen hverken for Gud eller Mennesker kan forsvare at lade ske eller at nogen skulle lide eller taale. Kongen har ogsaa maattet befrygte, at hun i hans Fraværelse skulde anrette Harme.” Arresteringen åstadkom en konflikt med kungen och adeln. Kungen ställde som villkor för hennes frigivning att hon skulle acceptera husarrest och förlora vårdnaden om dottern. Hon vägrade, och bevakningen skärptes då hon anklagades för att ha anlitat en "häxa", Lamme Heine, för att skada kungen. Hon fördes 1627 till Kronborg. Kungen planerade att ställa henne inför rätta för trolldom, men detta kunde inte realiseras. Änkedrottning Sofia av Mecklenburg och andra ansökte om nåd för henne, och 1628 frigavs hon och återfick vårdnaden om dottern mot att hon accepterade husarrest på sitt gods. Åtta andra kvinnor blev dock avrättade för häxeri på Kronborg 1626: Lamme Heine frikändes för häxeri men halshöggs för mened 1630.
År 1629 gifte hon sig med Knud Ulfeldt, som då förlorade sin plats som hovmarskalk. Paret närvarade dock vid tronföljarens bröllop.